# Démiurge
Le démiurge, ou le créateur, est la déité responsable de la création de l'univers physique dans diverses cosmogonies. Il peut désigner par extension tout créateur d'une œuvre.

## Histoire

### Grèce antique
Le mot vient du grec δημιουργός / dēmiourgós, « qui travaille pour le public, artisan », formé de δῆμος, « peuple » et ἔργον / érgon, « ouvrage, travail ». Au IVe siècle avant notre ère, Platon suppose dans son  Timée, que la cause première de l'univers et son créateur sont un bon et sage « démiurge,, ». Dans le douzième livre, dit « Livre lambda » Λ de la Métaphysique, Aristote développe l'idée d'une cause motrice immobile, organisatrice qui créa le monde à partir de la matière préexistante.

### Égypte antique
Dans la mythologie égyptienne, le démiurge Atoum est l'entité créatrice de l'Univers issue du Noun (l'océan primordial). Il vient à la vie en prenant conscience de son existence et, par le verbe et la pensée, il crée toutes choses. Si ce principe est commun (avec quelques variantes) à toutes les cosmogonies égyptiennes, le rôle de démiurge est généralement dévolu au dieu tutélaire de chaque grand centre religieux[réf. nécessaire].
Les démiurges égyptiens :
- Rê-Atoum à Héliopolis,
- Thot  à Hermopolis,
- Ptah à Memphis,
- Amon-Rê à Thèbes.
- Khnoum

### Gnosticisme
Dans le gnosticisme, le démiurge (Yaldabaoth) est une divinité archangélique, têtue, irascible, « émanée du vrai Dieu », il est la cause du mal par sa création désastreuse qui mêla la matière à l'étincelle divine. Cette création dont les origines furent la rébellion et son choix pour les autres anges du libre arbitre (le fait de se rebeller relève de la possession du libre arbitre, capacité que les anges normalement n’ont pas) créa au sein du monde physique qu'il dessina l'éternel dualisme. Cette matière imparfaite produisit le mal par imperfection et par essence, mais aussi par opposition à la perfection de l'âme (gnosticisme). Le monde physique fut ainsi superposé aux regards des hommes, les rendant ignorants et aveugles de toutes vérités, réalités et sagesses (gnose)[réf. nécessaire].

### Autres acceptions
- En Grèce antique, les démiurges étaient des travailleurs indépendants.
- D’après l'écrivain Gerald Messadié[11], un démiurge est au-dessus de Dieu et du Démon, soit au-dessus du Bien et du Mal.
- Selon l'essayiste Burkhardt Gorissen, le démiurge gnostique et le Grand Architecte de l'Univers de la franc-maçonnerie sont la même entité[12].
- Pour son impact exceptionnel sur les nations, les idéaux et les lois régissant le monde moderne, Napoléon est parfois qualifié de démiurge politique et guerrier[13].

### Sources
- Platon, Timée [détail des éditions] [lire en ligne]